# Сенси (язык)
Сенси (Mananahua, Sensi, Senti, Tenti) — мёртвый индейский язык, относящийся к собственно паноанской ветви, наванской подветви, чаманской группы, паноанской подсемьи, пано-таканской семьи языков, на котором раньше говорил народ с одноимённым названием, проживавший на правом берегу реки Укаяли в Перу. Согласно 17 изданию справочника Ethnologue, в 1925 году насчитывалось 100 говорящих на сенси и были подгруппы инубу, каска и рунубу.